# Софонія

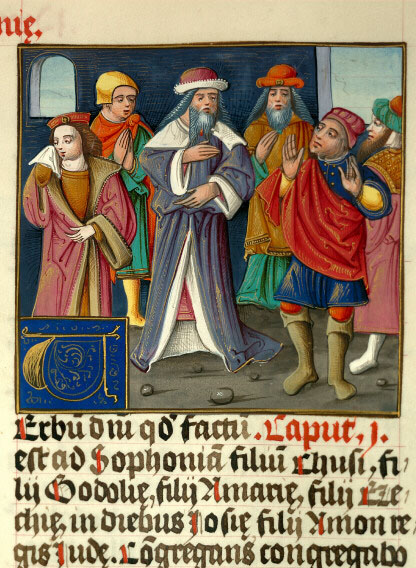
Софонія проповідує народу (Франція, XVI ст.}})).

Софо́нія (івр. צְפַנְיָה, şəfanjāh, Цфа́нія — «Господь сокровенний») — один з дванадцяти малих біблійних пророків, який написав Книгу пророка Софонії, дев'яту серед книг «малих пророків».
Цфанія — це теофорне ім'я від кореня tz-f-n [צ-פ-ן] (що означає класти щось цінне в хованку, щоб воно не було втрачено або пошкоджено) з додаванням елемента імені Всквшнього. Ім'я Цфанія зустрічається на печатці періоду правління царів Юдеї та в «12 папірусах».
Софонія — скорочений варіант форми імени від «Цефаньягу» (צְפַנְיָהוּ şəfanjāhû) і означає «Ягве врятував». Про автора немає певних відомостей крім самого імені, та невеликих відомостей його роду у першому рядку його книги: «Слово Господнє, що було до Софонії, сина Куші, сина Ґедалії, сина Амарії, сина Єзекії, за днів Йосії, Амонового сина, Юдиного царя.»(Соф. 1:1).

## Діяльність пророка
Приблизно через сто років після смерті Ісаї в історії вибраного народу починається вирішальний період. Царства Ізраїлю вже не існувало. Царство Юдеї було обмежене клаптиком землі навколо Єрусалима і нагадувало хіба що тінь суверенної держави. Юдеї все відкритіше почали поважати богів переможної Ассирії, а водночас у незрозумілий спосіб плекали надію, що Ягве вірний Завіту не допустить остаточної руїни. За таких обставин у час панування царя Йосії Софонія виконував пророчу місію. Своєю діяльністю він певним чином приготував велику релігійну реформу царя Йосії (правив 639—609 р. до н. е). Коли вона розпочалася (628 р. до н. е.) пророк правдоподібно вже помер.

## Пророкування
Головною темою Книги пророка Софонії є «День Господній» та пророцтво Судного дня (Соф. 1:14-18), що досягне всіх, у тому числі й вибраний народ. Але, все ж, Ізраїль, очищений від своїх провин, стане осередком спасіння світу. Деякі промови додані пізніше, особливо ті, у яких міститься натяк на вавилонську неволю, що, як відомо, вже настала після смерті Софонії.

## Гробниця Софонії
Гробниця Цфанії виявлена на півдні гори Ліван, також є священною для мусульман (араб. جبل صافي, а-Набі Сафі, розташована в Джабаль Сафі) і протягом багатьох років була місцем паломництва євреїв і мусульман. Дехто ототожнює його могилу з Гітіном.